# Medasina infausta
Medasina infausta är en fjärilsart som beskrevs av Louis Beethoven Prout 1914. Medasina infausta ingår i släktet Medasina och familjen mätare. Inga underarter finns listade i Catalogue of Life.